# 아마게돈 (1995년 영화)
"아마게돈"(Armageddon)은 한국에서 제작된 이현세 감독의 1995년 애니메이션, SF 영화이다. 최불암 (나레이션) 등이 주연으로 출연하였는데 만화와 영화의 문법차이를 몰랐던 점, 처음 제작위원회가 만들어질 때 KBS 50부작 드라마로 기획했으나 경영 쪽에서 영화로 돌렸고 이 것을 막지 않은 총감독 겸 원작자(이현세)의 실패 탓인지 흥행 참패했으며 총감독 겸 원작자는 해당 애니메이션 흥행 실패 후 출판사와 이현세 엔터테인먼트를 차려서  애니메이션을 시도하려 했지만 모두  오래가지 못했다.
한편, 이병헌이 맡았던 오혜성 목소리 역은 당초 한석규가 물망에 올랐으나 영화 《은행나무 침대》촬영일정과 겹쳐 막판에 고사했고 케사로스 목소리 역은 최민식이  거론됐다.

## 출연

### 주연
- 최불암
- 이병헌

### 조연
- 이정구
- 윤소라
- 강희선
- 설영범
- 이선영
- 김병관
- 박상일
- 이봉준
- 장승길
- 김태웅
- 성선녀
- 조진숙
- 송연희
- 이대원
- 서문석
- 김준
- 한호웅

## 기타
- 원작자: 이현세
- 미술: 신경식
- CG: 제로원 픽처스
- 의상: 이신우
- 의상: 박윤정
- 연출지원: 정지영

1. ↑  이수운 (2008년 8월 6일). “[명장에게 듣는 문화콘텐츠 창작] (1)이현세”. 전자신문. 2024년 3월 31일에 확인함.
2. ↑  하주희 (2023년 11월 10일). “〈공포의 외인구단〉 출간 40주년 맞은 만화가 이현세”. 월간조선. 2024년 3월 31일에 확인함.
3. ↑  하주희 (2023년 11월 10일). “〈공포의 외인구단〉 출간 40주년 맞은 만화가 이현세”. 월간조선. 2024년 3월 31일에 확인함.
4. ↑  이상연 (1995년 12월 30일). “만화영화 아마게돈 '애니메이션 한국'이 던진 승부수”. 경향신문. 2024년 3월 31일에 확인함.
5. ↑  최소영 (1995년 12월 9일). “인기스타들 만화영화속으로”. 경향신문. 2024년 4월 1일에 확인함.